# European Film Awards per il miglior attore non protagonista

Questo è il logo degli EFA(European Film Awards)

L'European Film Award per il miglior attore non protagonista venne assegnato al miglior attore non protagonista dell'anno dalla European Film Academy  dal 1988 al 1992.
Nel 1989 il premio è chiamato Miglior interprete non protagonista e comprende sia attori che attrici.

## Vincitori e candidati
L'elenco mostra il vincitore di ogni anno, seguito dagli attori che hanno ricevuto una candidatura. Per ogni attore viene indicato il titolo del film in italiano e il titolo originale tra parentesi.

### 1980
- 1988
  - Curt Bois - Il cielo sopra Berlino (Der Himmel über Berlin)
  - Wojciech Pszoniak - Notturno (Mit meinen heißen Tränen)
  - Helgi Skúlason - L'arciere di ghiaccio (Ofelas) e Í skugga hrafnsins

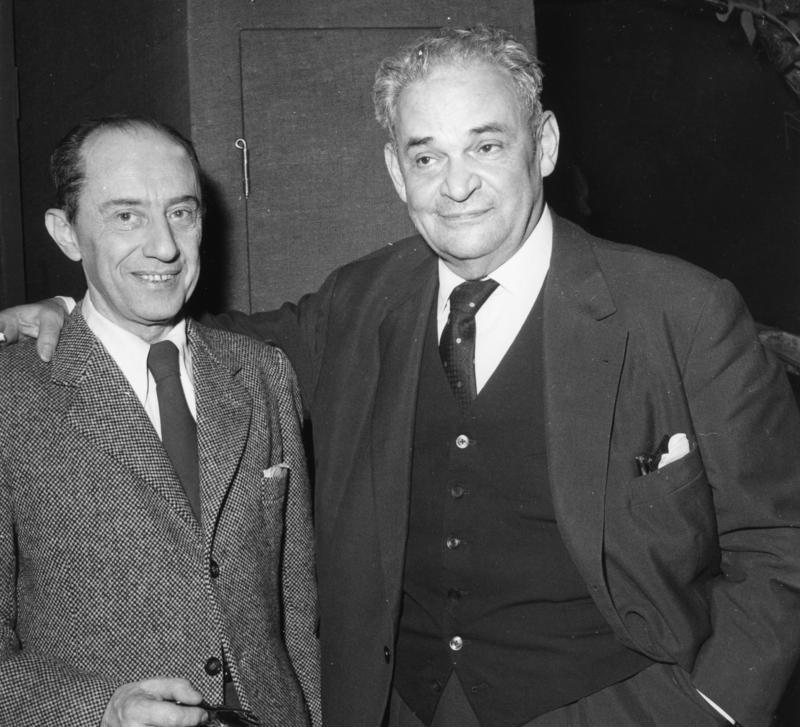
Curt Bois e Fritz Kortner

  - Curt Bois e Fritz Kortner Björn Granath - Pelle alla conquista del mondo (Pelle erobreren)
  - Ray McBride - Reefer and the Model

- 1989
  - Edna Doré - Belle speranze (High Hopes)
  - Lena Sabine Berg - A Wopbobaloobop a Lopbamboom
  - Roger Jendly - La ragazza di Rose Hill (La femme de Rose Hill)
  - Lyudmila Zajtseva - La piccola Vera (Malen'kaja Vera)
  - Alessandro Di Sanzo - Mery per sempre

### 1990
- 1990
  - Dmitri Pevtsov - La madre (Mat)
  - Björn Kjellman - Skyddsängeln
  - Gabino Diego - ¡Ay, Carmela!

- 1991
  - Ricky Memphis - Ultrà
  - Ricky Tomlinson - Riff Raff – Meglio perderli che trovarli (Riff-Raff)
  - Zbigniew Zamachowski - Ucieczka z kina "Wolnosc"

- 1992
  - André Wilms - Vita da bohème (La vie de bohème)
  - Ernst-Hugo Järegård - Europa
  - Väino Laes - Rahu tänav